# Dornier Do Y
Die Dornier Do Y war ein dreimotoriger schwerer Bomber, der auch für Personen- und Frachttransporte genutzt werden konnte. Das Flugzeug war in den späten 1920er- und zu Beginn der 1930er-Jahre vom Flugzeughersteller Dornier Metallbauten GmbH in Friedrichshafen konstruiert und gebaut worden.

## Beschreibung
Der halbfreitragende Schulterdecker in Ganzmetallbauweise mit festem Fahrwerk hatte einen dreiteiligen dreiholmigen, innen ausgekreuzten Flügel mit der für die damaligen Dornier-Flugzeuge typischen parabolisch geformten Vorderkante. Die ursprünglich sehr spitz zulaufenden Flügelenden mussten später wegen Flattergefahr gekürzt werden, so dass sich die Spannweite verringerte (siehe technische Daten). Die Tragfläche war im Motorenbereich blechbeplankt und begehbar, ansonsten aber stoffbespannt. Alle Ruder hatten zur Steuerkraftverminderung außensitzende Hilfsruder. Am Vorderholm waren die Federstreben des Fahrwerks angelenkt und zwei der Motoren befestigt. Der dritte Motor saß auf einem Strebenbock über dem Flügelmittelstück. Die Luftschrauben konnten zweiflügelig aus Holz, aber auch zwei- oder dreiflügelig aus Metall sein. Der kastenförmige und ganz aus Duralumin aufgebaute Schalenrumpf hatte die bei Dornier üblichen außen aufgenieteten Versteifungsprofile. In ihm waren neben den beiden offenen, mit Doppelsteuer ausgerüsteten Führersitzen (zugänglich durch Einstiegsluke im Rumpfboden), Abteile für den Bombenschützen, die Funkausrüstung und die mitzuführende Abwurfmunition sowie drei ebenfalls offene Waffenstände untergebracht, davon einer im Bug und zwei hinter dem Bombenraum zur Abwehr nach hinten oben und unten. Im ersteren war ein Einfach- in den letzteren je ein Doppel-MG Darne auf Drehkränzen eingebaut. Die Frontpartie der einzelnen Flugzeuge war zum Teil für den dort untergebrachten Bombenschützen stark verglast.

## Entstehungsgeschichte

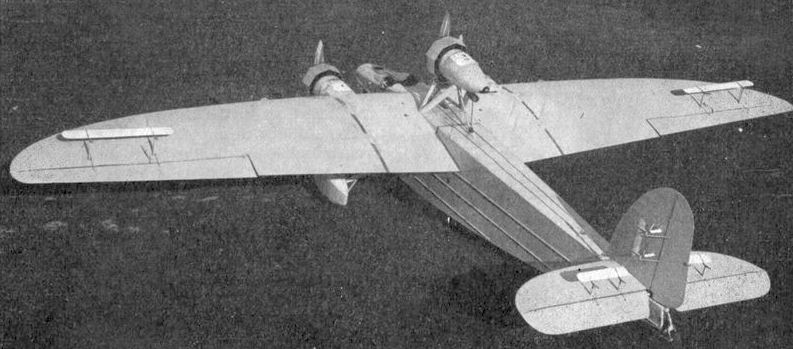
Dornier Do Y, Ansicht von hinten

Die ersten beiden der insgesamt vier gebauten Flugzeuge entstanden im Auftrag Jugoslawiens, sollten aber als Reparationsleistungen nach dem Versailler Vertrag vom Deutschen Reich bezahlt werden, wie es auch schon vorher bei der Lieferung einiger Do D und Do J an diesen Siegerstaat der Fall gewesen war. Als Frachtflugzeuge konnten diese beiden Do Y mit noch geschlossenem Bug auch ohne weiteres im Stammwerk von Dornier in Manzell bei Friedrichshafen gebaut werden, obwohl der Bau von Kriegsflugzeugen im Reich immer noch streng untersagt war. So war auch der Erstflug des Prototyps, der Wnr. 232, am 17. Oktober 1931 auf dem Firmenflugplatz Friedrichshafen-Löwental ohne Schwierigkeit möglich. Auch das zweite Flugzeug wurde dort eingeflogen. Bei der Bezahlung fingen aber die Schwierigkeiten an. Vom 1. Juli 1931 an waren die Reparationszahlungen Deutschlands aufgrund des nach dem amerikanischen Präsidenten benannten Hoover-Moratoriums für ein Jahr ausgesetzt worden. Im November weigerte sich deshalb das Reichsfinanzministerium, die für die beiden Flugzeuge aufgelaufenen Kosten von RM 570.591,- zu übernehmen, was verständlicherweise die Firma in Existenznot brachte. Erst nach längeren Verhandlungen war es dann doch möglich, die beiden Flugzeuge mit den Überführungskennzeichen D-3 bzw. D-6 Anfang 1932 über Wien-Aspern nach Belgrad zu überführen. Dort wurden sie, mit ihren Wnr. 232 bzw. 233 als Dienstnummern, in Betrieb genommen. Erst 1937 erhielten sie mit 172 bzw. 173 andere Kennzeichen.
Dornier hatte aber 1932 bereits zwei weitere Flugzeuge mit den Wnr. 243 und 244 in Arbeit, die möglicherweise auch schon von Jugoslawien bestellt worden waren, aber – unter den jetzt geltenden Bedingungen – vom Auftraggeber nicht mehr gewollt wurden. Diese beiden, bei denen es sich eindeutig um dem Entwurf Do Y entsprechende Maschinen handelte, sind im Werknummernverzeichnis der Firma aber als Do 15 aufgeführt. Der Hintergrund dazu war, dass die Firma versucht hatte, diese bereits in fortgeschrittenem Bauzustand befindlichen Flugzeuge in die laufende Ausschreibung des Heereswaffenamtes für die Entwicklung eines angeblichen „Schnellverkehrsflugzeugs“ einzubringen, aus der dann etwas später die Heinkel He 111 und die Junkers Ju 86 hervorgingen. Der Dornier-Vorschlag Do 15, bei dem bereits als Empfänger einmal die Lufthansa und einmal Roluf Lucht (Dipl.-Ing. im Heereswaffenamt, später Chefingenieur im Technischen Amt des Reichsluftfahrtministeriums) genannt waren, wurde verständlicherweise abgelehnt, so dass die Firma auf diesen beiden Flugzeugen wieder festsaß. Stattdessen konnte sie aber mit einem grundlegend neuen Entwurf, der Do 17, wieder ins Rennen um die ersten Kampfflugzeugmuster für die bereits im Aufbau befindliche Luftwaffe hineinkommen.
Die beiden weiteren Do Y wurden nun wieder so bezeichnet, obwohl daran einige wesentliche Änderungen vorgenommen worden waren, wie beispielsweise die Verwendung jetzt stärkerer Motoren, aber auch eine Verringerung der Spannweite. Sie wurden aber nicht mehr in Manzell, sondern jetzt im Schweizer Werk Altenrhein bei der dortigen AG für Dornier-Flugzeuge fertiggestellt. Für sie interessierte sich nun auch wieder die jugoslawische Luftwaffe. Wohl wegen des Umfangs der am neuen Ort an den beiden Flugzeugen durchgeführten Arbeiten erhielten sie nun auch neue Werknummern, nämlich 555 und 556. Nach ihrer Fertigstellung (allerdings erst 1936) wurden die beiden Flugzeuge mit den Schweizer Überführungskennzeichen HB-GOE und GOF – wieder über Wien-Aspern – am 22. März 1937 nach Jugoslawien abgeliefert. Dort blieben alle vier Maschinen bis 1940 in Betrieb. In diesem Jahr erhielten sie auch erstmals einen Tarnanstrich und die neuen Dienstnummern 3221 bis 3224. Beim Einmarsch der deutschen Truppen 1941 wurden sie alle auf dem Flugplatz Kraljewo vorgefunden, mit abgenommenen Propellern und abgedeckten Motoren. Sie wurden aber nicht als vollkommen veraltet abgewrackt, sondern gingen an die neu entstandene kroatische Luftwaffe, von der sie wahrscheinlich noch bis 1943 betrieben wurden. Eines davon diente schließlich, ganz offen aufgestellt, als „Lockvogel“ für amerikanische Jäger, die davon ausgiebig Gebrauch gemacht haben sollen und dadurch von anderen Zielen ferngehalten wurden.

## Technische Daten

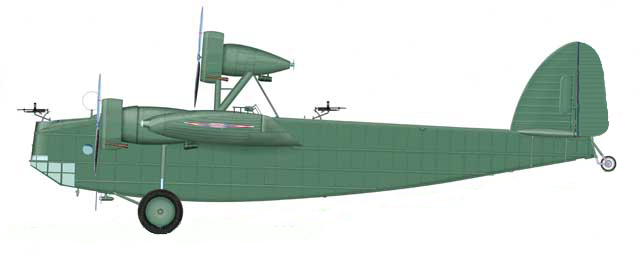
Farbige Seitenansicht

|                       | Wnr. 232/233           | Wnr. 555/556          |
| Abmessungen           | Abmessungen            | Abmessungen           |
| --------------------- | ---------------------- | --------------------- |
| Spannweite            | 28,0 m                 | 26,5 m                |
| Länge                 | 18,2 m                 | 18,2 m                |
| Höhe                  | 6,8 m                  | 7,3 m                 |
| Flügelfläche          | 111,0 m²               | 108,8 m²              |
| Flügelstreckung       | 7,1                    | 6,5                   |
| Massen                |                        |                       |
| Leermasse             | 5180 kg                | 5180 kg               |
| Rüstmasse             | 5530 kg                | 5530 kg               |
| max. Startmasse       | 8500 kg                | 8500 kg               |
| Leistungen            |                        |                       |
| Höchstgeschwindigkeit | 244 km/h               | 300 km/h              |
| Reisegeschwindigkeit  | 210 km/h               | 240 km/h              |
| Gipfelhöhe            | 5200 m                 | 8000 m                |
| Steigzeit auf 4000 m  | 27,8 min               | 14,3 min              |
| Reichweite            | 1100 km                | 1400 km               |
| Motoren               |                        |                       |
| Typ                   | 3 × Bristol Jupiter VI | 3 × Gnôme-Rhône 9Kers |
| Höchstleistung        | 510 PS/376 kW          | 625 PS/462 kW         |
| Dauerleistung         | 360 PS/265 kW          | 440 PS/325 kW         |